# Козак Микола Іванович
Микола Іванович Козак (нар. 29 жовтня 1947, с. Загін, Ічнянський район, нині Прилуцького району, Чернігівська область) — український художник-фарфорист, дизайнер, краєзнавець, дослідник фарфоро-фаянсового промислу на Волині. Чоловік художниці Олексенко Зінаїди Володимирівни, заслуженого працівника промисловості України (нар. 1948).  

## Біографія
Народився  29 жовтня 1947 року в селі Загін Ічнянського району, нині Прилуцького району, Чернігівської області. Дитинство Миколи Козака минуло в с. Тростянець серед природи пам’ятки садово-паркового мистецтва середини XIX століття, створеної І. М. Скоропадським (нині Державний дендрологічний парк «Тростянець» Національної академії наук України). Після закінчення Тростянецької восьмирічної загальноосвітньої школи навчався в Миргородському керамічному технікумі (факультет художньої кераміки, 1963—1968 роки; викладачі Л. Статкевич, В. Панащатенко, В. Ханко); з 1975 по 1980 рік — у Львівському державному інституті прикладного та декоративного мистецтва (факультет «Декоративно-прикладне мистецтво»; викладачі М. Гладкий, Б. Горбалюк). Дипломна робота М. Козака чайно-кавовий сервіз «Олімпійський» у 1980 році експонувалася в Києві на республіканській художній виставці, присвяченій Олімпійським іграм у СРСР, у 1981 році — на Всесоюзній виставці вищих навчальних закладів художнього профілю в м. Баку. 
Працював на Полонському фарфоровому заводі у 1968, 1971—1975 та 1980—1985 роках — художником, у 1985—2003 роках — головним художником заводу. У 2003—2007 роках — головний художник корпорації «Укрпромфарфор» України. У 1987 році став членом Спілки дизайнерів СРСР та України. Створював нові сервізи для чаю та кави, столові, десертні й дитячі набори, вироби декоративно-подарункового призначення. Був членом республіканських та всесоюзних художньо-технічних рад фарфоро-фаянсової галузі УРСР та СРСР.

## Найвідоміші роботи майстра

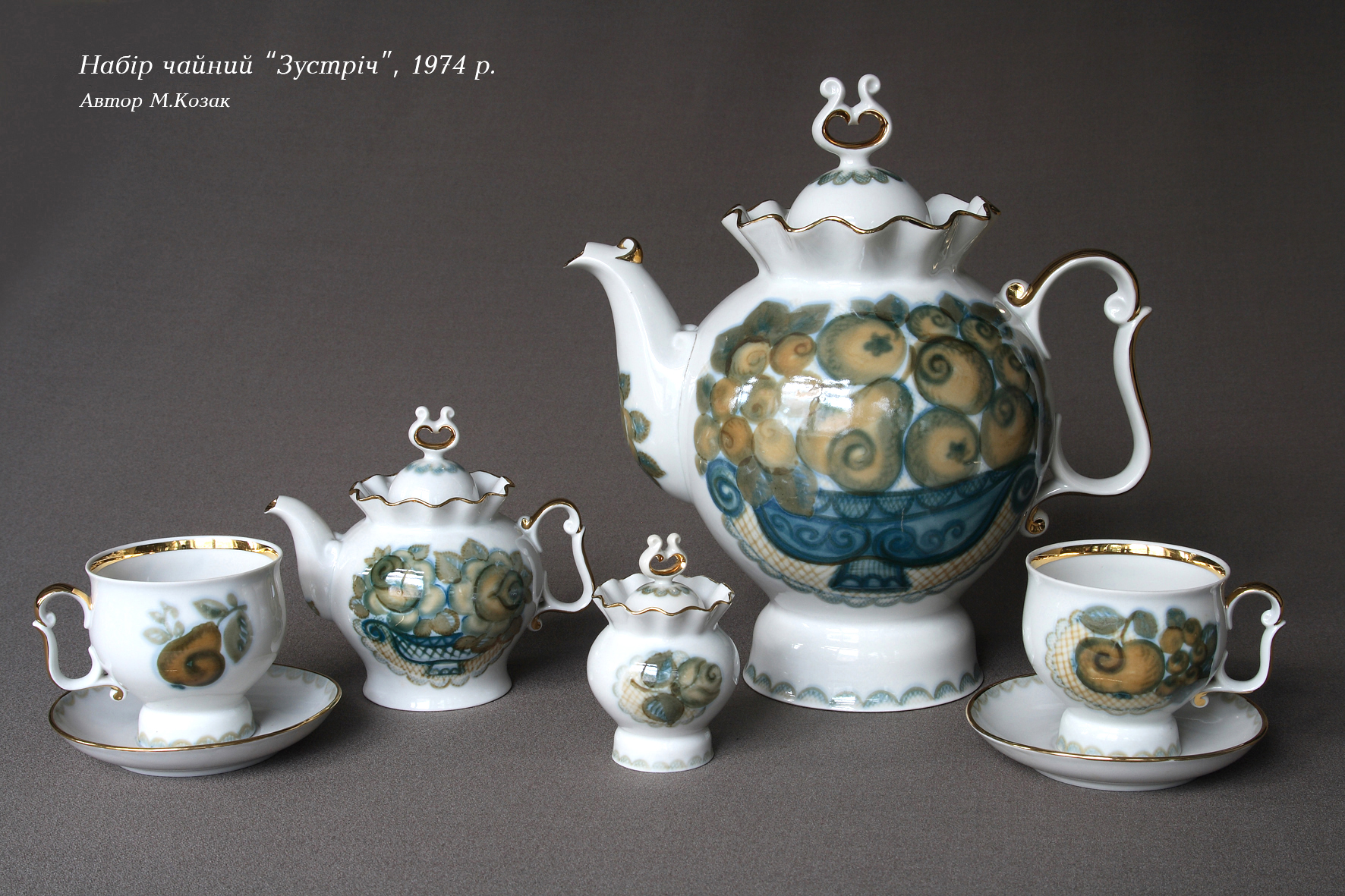
Набір для чаю "Зустріч"

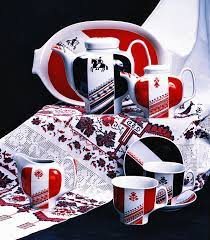
Набір для чаю "Два кольори"

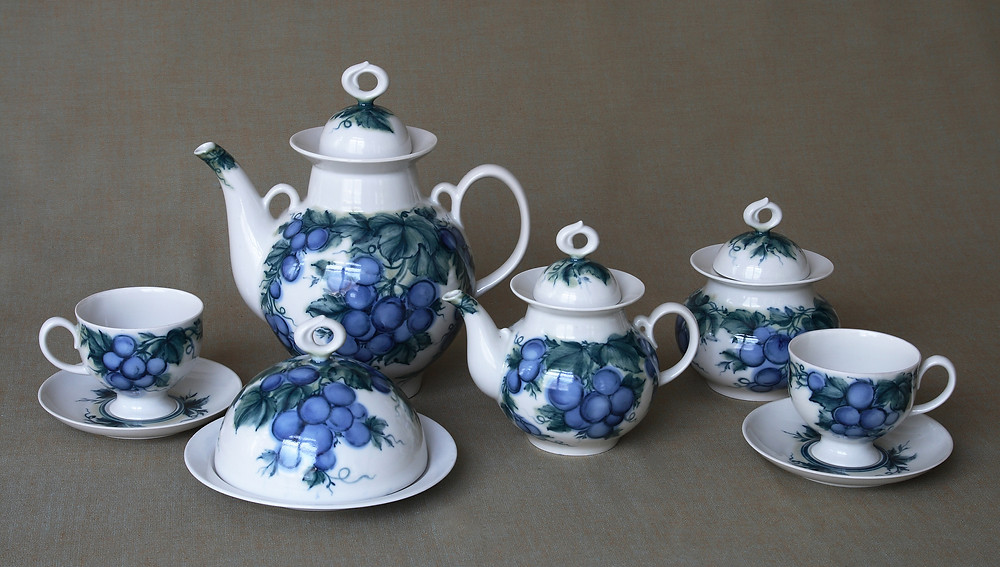
Сервіз для чаю "Левада"

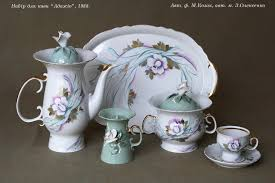
Сервіз для кави "Адажіо"

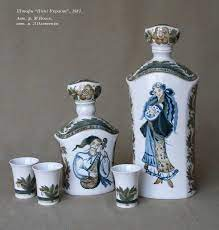
Набір штофів "Пісні України"

- 1971 — набір чайний «Первоцвіт»;
- 1973 — сервіз кавовий «Наречена», набір чайний «Веснянка»;
- 1974 — набори: для торта «Свято», для дерунів «Подільський», дитячий «Музиканти», для напоїв «Аромат»;
- 1975 — набори: чайний «Зустріч», для торта «Свято»;
- 1979 — набір чайний «Енергія»;
- 1980 — набори: чайний «Хліб і троянди» (мал. З. Олексенко), чайно-кавовий «Олімпійський»;
- 1980 — ваза «Блакитна» (у співавторстві);
- 1981 — набір штофів «Пісні України», сервіз для чаю «Левада», подарункове горнятко «Подолянка» (усі у співавторстві з художником З. Олексенко);
- 1982 — набори: чайний «Левада», дитячий «Півник»;
- 1982 — ваза «Колос», подарункове горнятко «Любава» (обидва у співавторстві з художником  З. Олексенко);
- 1983 — гарнітур чайно-кавовий «Золотий колос», набір штофів «Дует», ваза «Синій птах» (усі у співавторстві з художником  З. Олексенко);
- 1984 — набори: чайний «Золотий колос», для дерунів (вареників) «Подільський»;
- 1985 — набір чайний «Салют Перемоги»;
- 1986 — набір чайний «Хоморець» (у співавторстві з художником З. Олексенко);
- 1989 — набір чайний «Енергія», триптих «Пісня Кобзареві»;
- 1990 — набір чайний «Два кольори»;
- 1992 — набір чайний «Дарунок» (у співавторстві з художником  З. Олексенко);
- 1996 — набір кухонний «Полонь» (у співавторстві з художником  З. Олексенко);
- 1997 — набір чайний «Дачний» (у співавторстві з художником  З. Олексенко);
- 1999 — набори: для рибної юшки «Короп», для рибних страв «Лящ» (усі у співавторстві з художником  З. Олексенко);
- 2002 — набір ваз «Арт»; ваза «Арт» (у співавторстві)[1].

Роботи експонувалися на художніх виставках: республіканських у Києві від 1973 року, Вільнюсі (1975), Мінську (1976), Москві (1982), Загребі (1976), Бельгії (1976), Австрії (1983), Каневі (1989), Нюрнберзі (1991), Києві «Український дизайн» (1992).
Роботи зберігаються в Національному музеї українського народного декоративного мистецтва (НМУНДМ, Київ)), Канівському музеї Тараса Шевченка, Музеї народного декоративного мистецтва у Каневі, Музеї кобзарства та Меморіальному музеї Шолом-Алейхема (у складі Національного історико-етнографічного заповідника «Переяслав»), Музеї образотворчих мистецтв імені Олександра Білого в Чорноморську, Сумському обласному художньому музеї імені Никанора Онацького, Хмельницькому обласному краєзнавчому музеї, Чернігівському обласному художньому музеї імені Григорія Галагана, Черкаському обласному краєзнавчому музеї, Історичному музеї Полонської міської ради ОТГ. 
За проєктами М. Козака в місті Полонному встановлено пам'ятні знаки на річці Різанці (2007), героям-чорнобильцям (2008), Героям Небесної сотні (2014), Алея Слави Героїв АТО (2015). Автор герба і прапора Полонного.
Після зупинки виробництва на Полонському фарфоровому заводі (2008), за активної участі М. Козака, було збережено музейну колекцію фарфору, створено та відкрито нову експозицію в приміщенні Полонського Будинку культури (2013). 

## Нагороди та відзнаки
Почесна грамота Верховної Ради України «За особливі заслуги перед українським народом» (2016).
Почесний громадянин міста Полонного (1996).

## Публікації
- В обіймах вічної музики: Валентина Степова // Полонне історія і сучасність. Нариси історії Полонного. — Полонне, 2006. — С. 249—252.
- Деякі міркування з приводу долі Полонського фарфорового заводу // Реформування  соціально-економічної сфери України та напрямки його здійснення. Збірник наукових праць. — Житомир, 2011. — С. 34—37.
- З історії одного експоната. Їй — 70! // Сьогодення громади. — 2017. — 4 травня.
- З любов'ю до життя. Скульптор Михайло Моцак // Порцеляна. — 2017. — № 2. — С. 10—13.
- Історія створення музеїв фарфору в Полонному // Порцеляна. — 2017. — № 1. — С. 78—85.
- Корусь О., Козак М. Фарфорові заводи А. С. Бахмутського та А.-Л. Я. Брички, Полонський завод художньої кераміки, ХІХ-XXI століття. - К., 2023. - 256 с.: іл.
- Митець світового масштабу: До 100-річчя від дня народження Лео Мола // Новий шлях. — 2015. — 6, 8 січня.
- Полонський фарфоровий завод // Полонне історія і сучасність. — Полонне, 2006. — С. 127—132.
- Прагнення до краси. Художниця Таїсія Шуляк // Порцеляна. — 2017. — № 3. — С. 10—16.
- Сервіз для Хрущова // Сьогодення громади. — 2017. — 15 червня.
- Танець з вазами // Сьогодення громади. — 2017. — 17 серпня.
- Фаянсовий завод Шапіро-Зусьмана в Полонному // Порцеляна. — 2017. — № 3. — С. 36—47.
- Як склали серенаду «Серенаді» // Сьогодення громади. — 2017. — 12 грудня.